# Кес ван Донген
Кес ван Донген (на нидерландски: Cornelis Theodorus Maria van Dongen) е нидерландски художник, един от основателите на фовизма.

## Биография
Роден е на 26 януари 1877 година в Делфсхафен, близо до Ротердам. От 1892 – 1897 г. учи в Кралската академия за изящни изкуства в Ротердам. От този период в творчеството на ван Донген остават множество скици на сцени с участието на моряци и проститутки, направени от художника в градските квартали на червените фенери.
От 1899 г. ван Донген живее в Париж, участва в различни изложби, включително и в знаменития Есенен салон през 1905 г. заедно с Анри Матис, Морис Вламенк, Андре Дерен, Жорж Брак. За ярките цветове с които рисуват, тези художници били наречени фовисти – „Диви зверове“ или „Дивият свят“. По същото време рисува и карикатури за парижкия вестник La Revue blanche.
През 1926 г. ван Донген илюстрира френското издание на скандалния роман на Виктор Маргерите (Victor Margueritte) „La Garçonne“. Същата година е награден с ордена на Почетния легион, а през 1927 година получава орден на Белгийската корона.
През 1929 година получава френско гражданство и две негови творби са купени за музея в Люксембург.
Кес ван Донген умира в своя дом в Монте Карло на 28 май 1968 г.